# Lista de campeãs do carnaval do Rio de Janeiro
A lista de escolas de samba campeãs do carnaval do Rio de Janeiro relaciona as agremiações vencedoras de cada ano dos desfiles da primeira divisão do carnaval carioca. O Desfile das escolas de samba do Rio de Janeiro é a parada carnavalesca que acontece anualmente no período de carnaval. Um determinado número de agremiações disputa o título de campeã do carnaval através de avaliações feitas por jurados divididos em diversos quesitos previamente estipulados pela liga organizadora do evento. Ao longo dos anos, a primeira divisão do carnaval carioca teve várias nomenclaturas, passando pela organização de diversas entidades carnavalescas.
O desfile competitivo foi idealizado pelo jornalista pernambucano Mário Filho, irmão do dramaturgo Nelson Rodrigues, através do seu periódico, Mundo Sportivo. O primeiro concurso ocorreu no carnaval de 1932. O segundo desfile, realizado em 1933, foi organizado pelo Jornal O Globo. Em 1934 foram realizados dois desfiles, um organizado pelo jornal O País e outro pelo A Hora. O desfile de 1935 é considerado o primeiro oficial, por ter recebido apoio da Prefeitura da cidade, que pagou uma pequena subvenção às escolas. A partir de 1935, os desfiles passaram a ser organizados pela União das Escolas de Samba (UES), a primeira entidade criada para representar as agremiações. Em 1939, a entidade alterou o nome para União Geral das Escolas de Samba (UGES); e em 1949 alterou novamente, para União Geral das Escolas de Samba do Brasil (UGESB). Em 1947, uma nova entidade recreativa foi criada, a Federação Brasileira de Escolas de Samba (FBES). No carnaval de 1949 foram realizados dois desfiles, um organizado pela FBES (denominado "Oficial" por receber apoio da Prefeitura) e outro pela UGESB (considerado "Não-oficial"). Os dois resultados são considerados oficiais. Em 1950, uma terceira entidade é criada, a União Cívica de Escolas de Samba (UCES). No carnaval de 1950 foram realizados três desfiles: Dois oficiais (FBES e UCES); e outro não-oficial (UGESB), por não receber apoio da Prefeitura. Os resultados dos três desfiles são considerados oficiais. Em 1951, novamente houve dois desfiles: Oficial (FBES) e não oficial (UGESB). No carnaval de 1952 foi realizado apenas um desfile, com as escolas filiadas à entidades diferentes, porém não houve julgamento devido às fortes chuvas ocorridas durante as apresentações. Neste ano também é criada a segunda divisão do carnaval carioca. A primeira divisão foi denominada Supercampeonato; e a segunda, Campeonato. Em 05 de março de 1952, efetiva-se a fusão da FBES com a UGESB para a criação da Associação das Escolas de Samba do Brasil (AESB), depois renomeada para Associação das Escolas de Samba do Estado da Guanabara (AESEG) e, finalmente, para Associação das Escolas de Samba da Cidade do Rio de Janeiro (AESCRJ).
Em 1984 foi inaugurado o Sambódromo do Rio de Janeiro, construído na rua Marquês de Sapucaí. Em comemoração à inauguração da passarela, ficou decidido que o carnaval de 1984 teria duas escolas campeãs: uma do desfile realizado no domingo e outra do desfile de segunda-feira. As melhores colocadas nos dois desfiles disputariam o Supercampeonato. Portela foi a campeã de domingo e Mangueira venceu o desfile de segunda-feira e o Supercampeonato. No mesmo ano, dez escolas de samba fundaram a Liga Independente das Escolas de Samba do Rio de Janeiro (LIESA), que passou a organizar os desfiles a partir de 1985. Em 1990, a primeira divisão do carnaval passou a se chamar Grupo Especial.
Quinze escolas diferentes já conquistaram, uma ou mais vezes, o título máximo do carnaval carioca. A Portela é a maior vencedora, com 22 títulos conquistados. A escola também detém o recorde de títulos consecutivos, conquistados nos carnavais de 1941 a 1947. Na "Era Sambódromo", período contado a partir de 1984, quando as escolas passaram a desfilar na Passarela Professor Darcy Ribeiro, a maior campeã é a Beija-Flor, com nove títulos.

## Campeãs por ano
Ao longo dos anos, a primeira divisão do carnaval carioca teve várias nomenclaturas e foi organizada por diversas entidades carnavalescas. Abaixo, a listagem de escolas campeãs e vice-campeãs em cada ano na primeira divisão do carnaval do Rio de Janeiro.
| Legenda: * Sem informação disponível † Escola extinta |

| Pré-oficialização | Pré-oficialização | Pré-oficialização | Pré-oficialização | Pré-oficialização | Pré-oficialização | Pré-oficialização                  |
| Ano | Escola campeã | N.º | Enredo | Carnavalesco(a) | Escola vice-campeã | Ref.                               |
| --- | --- | --- | --- | --- | --- | ---------------------------------- |
| 1932 | Estação Primeira de Mangueira                                                                                         | 1 | Sorrindo ou Na Floresta | * | Vai Como Pode (Portela) e Para o Ano Sai Melhor (Segunda Linha do Estácio) †                                          | [ 13 ] [ 14 ]                      |
| 1933 | Estação Primeira de Mangueira                                                                                         | 2 | Uma Segunda-feira no Bonfim da Bahia                                                                                                  | Pedro Palheta e Maçu da Mangueira                                                                                          | Azul e Branco do Salgueiro †                                                                                          | [ 15 ] [ 16 ]                      |
| 1934 | Estação Primeira de Mangueira (O País)                                                                                | 3 | Divina Dama ou República da Orgia | Comissão de carnaval | Vai Como Pode (Portela)                                                                                               | [ 17 ] [ 18 ]                      |
| 1934 | Recreio de Ramos † (A Hora)                                                                                           | 1 | * | * | Unidos da Tijuca | [ 17 ] [ 18 ]                      |
| Desfile oficial | | | | | |                                    |
| Ano | Escola campeã | N.º | Enredo | Carnavalesco(a) | Escola vice-campeã | Ref.                               |
| 1935 | Vai Como Pode (Portela)                                                                                               | 1 | O Samba Dominando o Mundo | Antônio Caetano | Estação Primeira de Mangueira                                                                                         | [ 19 ] [ 20 ]                      |
| 1936 | Unidos da Tijuca | 1 | Sonhos Delirantes | * | Estação Primeira de Mangueira                                                                                         | [ 21 ] [ 22 ]                      |
| 1937 | Vizinha Faladeira | 1 | Uma Só Bandeira | * | Portela | [ 23 ] [ 24 ]                      |
| 1938 | As escolas desfilaram, mas não foram julgadas                                                                         | As escolas desfilaram, mas não foram julgadas                                                                         | As escolas desfilaram, mas não foram julgadas                                                                                         | As escolas desfilaram, mas não foram julgadas                                                                              | As escolas desfilaram, mas não foram julgadas                                                                         | [ 25 ] [ 26 ] [ 27 ]               |
| 1939 | Portela | 2 | Teste ao Samba | Paulo da Portela | Estação Primeira de Mangueira                                                                                         | [ 28 ] [ 29 ]                      |
| 1940 | Estação Primeira de Mangueira                                                                                         | 4 | Prantos, Pretos e Poetas | * | Mocidade Louca de São Cristóvão †                                                                                     | [ 30 ] [ 31 ]                      |
| 1941 | Portela | 3 | Dez Anos de Glórias | Paulo da Portela e Lino Manoel dos Reis                                                                                    | Estação Primeira de Mangueira                                                                                         | [ 32 ] [ 33 ]                      |
| 1942 | Portela | 4 | A Vida do Samba | Lino Manoel dos Reis | Depois Eu Digo † | [ 34 ] [ 35 ]                      |
| 1943 | Portela | 5 | Carnaval de Guerra | Liga da Defesa Nacional | Estação Primeira de Mangueira                                                                                         | [ 36 ] [ 37 ]                      |
| 1944 | Portela | 6 | Brasil Glorioso | Liga da Defesa Nacional | Estação Primeira de Mangueira                                                                                         | [ 38 ] [ 39 ]                      |
| 1945 | Portela | 7 | Motivos Patrióticos | Liga da Defesa Nacional | Estação Primeira de Mangueira                                                                                         | [ 40 ] [ 41 ]                      |
| 1946 | Portela | 8 | Alvorada do Novo Mundo | Lino Manoel dos Reis | Estação Primeira de Mangueira                                                                                         | [ 42 ] [ 43 ]                      |
| 1947 | Portela | 9 | Honra ao Mérito | Euzébio e Lino Manoel dos Reis                                                                                             | Estação Primeira de Mangueira                                                                                         | [ 44 ] [ 45 ]                      |
| 1948 | Império Serrano | 1 | Homenagem a Antônio Castro Alves | * | Unidos da Tijuca | [ 46 ] [ 47 ]                      |
| 1949 | Império Serrano (FBES)                                                                                                | 2 | Exaltação a Tiradentes | * | Azul e Branco do Salgueiro †                                                                                          | [ 48 ] [ 49 ] [ 50 ]               |
| 1949 | Estação Primeira de Mangueira] (UGESB)                                                                                | 5 | Apologia aos Mestres | * | Portela | [ 48 ] [ 49 ] [ 50 ]               |
| 1950 | Império Serrano (FBES)                                                                                                | 3 | Batalha Naval do Riachuelo | * | Aprendizes de Lucas †                                                                                                 | [ 51 ] [ 52 ] [ 53 ] [ 54 ] [ 55 ] |
| 1950 | Estação Primeira de Mangueira (UCES)                                                                                  | 6 | Plano SALTE — Saúde, Lavoura, Transporte e Educação                                                                                   | * | Portela | [ 51 ] [ 52 ] [ 53 ] [ 54 ] [ 55 ] |
| 1950 | Prazer da Serrinha † (UGESB)                                                                                          | 1 | * | * | Paz e Amor †, Três Mosqueteiros †, Depois Eu Digo †, Unidos da Tamarineira † e Unidos de Congonhas †                  | [ 51 ] [ 52 ] [ 53 ] [ 54 ] [ 55 ] |
| 1950 | Unidos da Capela † (UGESB)                                                                                            | 1 | * | * | Paz e Amor †, Três Mosqueteiros †, Depois Eu Digo †, Unidos da Tamarineira † e Unidos de Congonhas †                  | [ 51 ] [ 52 ] [ 53 ] [ 54 ] [ 55 ] |
| 1951 | Império Serrano (FBES)                                                                                                | 4 | Sessenta e Um Anos de República | * | Aprendizes de Lucas †                                                                                                 | [ 56 ] [ 57 ] [ 58 ] [ 59 ]        |
| 1951 | Portela (UGESB) | 10 | A Volta do Filho Pródigo | Lino Manoel dos Reis | Três Mosqueteiros †                                                                                                   | [ 56 ] [ 57 ] [ 58 ] [ 59 ]        |
| Supercampeonato | | | | | |                                    |
| Ano | Escola campeã | N.º | Enredo | Carnavalesco(a) | Escola vice-campeã | Ref.                               |
| 1952 | A apuração não foi realizada                                                                                          | A apuração não foi realizada                                                                                          | A apuração não foi realizada | A apuração não foi realizada                                                                                               | A apuração não foi realizada                                                                                          | [ 60 ] [ 61 ] [ 62 ]               |
| 1953 | Portela | 11 | As Seis Datas Magnas | Lino Manoel dos Reis | Império Serrano | [ 63 ] [ 64 ]                      |
| 1954 | Estação Primeira de Mangueira                                                                                         | 7 | Rio de Janeiro de Ontem e Hoje | * | Império Serrano | [ 65 ] [ 66 ]                      |
| 1955 | Império Serrano | 5 | Exaltação a Caxias | * | Estação Primeira de Mangueira                                                                                         | [ 67 ] [ 68 ]                      |
| 1956 | Império Serrano | 6 | Caçador de Esmeraldas ou Sonhos das Esmeraldas                                                                                        | * | Portela | [ 69 ] [ 70 ]                      |
| 1957 | Portela | 12 | Legados de D. João VI | Djalma Vogue, Candeia e Joacir                                                                                             | Império Serrano | [ 71 ] [ 72 ]                      |
| 1958 | Portela | 13 | Vultos e Efemérides do Brasil | Djalma Vogue | Império Serrano | [ 73 ] [ 74 ]                      |
| 1959 | Portela | 14 | Brasil, Panteon de Glórias | Djalma Vogue | Acadêmicos do Salgueiro                                                                                               | [ 75 ] [ 76 ]                      |
| 1960 | Portela | 15 | Rio, Capital Eterna do Samba ou Rio, Cidade Eterna                                                                                    | Djalma Vogue | Aprendizes de Lucas †                                                                                                 | [ 77 ] [ 78 ]                      |
| 1960 | Estação Primeira de Mangueira                                                                                         | 8 | Glória ao Samba ou Carnaval de Todos os Tempos                                                                                        | * | Aprendizes de Lucas †                                                                                                 | [ 77 ] [ 78 ]                      |
| 1960 | Acadêmicos do Salgueiro                                                                                               | 1 | Quilombo dos Palmares | Fernando Pamplona, Arlindo Rodrigues e Newton de Sá                                                                        | Aprendizes de Lucas †                                                                                                 | [ 77 ] [ 78 ]                      |
| 1960 | Unidos da Capela † | 2 | Produtos e Costumes de Nossa Terra | João Moleque | Aprendizes de Lucas †                                                                                                 | [ 77 ] [ 78 ]                      |
| 1960 | Império Serrano | 7 | Medalhas e Brasões | * | Aprendizes de Lucas †                                                                                                 | [ 77 ] [ 78 ]                      |
| 1961 | Estação Primeira de Mangueira                                                                                         | 9 | Reminiscências do Rio Antigo | * | Acadêmicos do Salgueiro                                                                                               | [ 79 ] [ 80 ]                      |
| Grupo 1 | | | | | |                                    |
| Ano | Escola campeã | N.º | Enredo | Carnavalesco(a) | Escola vice-campeã | Ref.                               |
| 1962 | Portela | 16 | Rugendas ou Viagens Pitorescas Através do Brasil                                                                                      | Nelson de Andrade | Império Serrano | [ 81 ] [ 82 ]                      |
| 1963 | Acadêmicos do Salgueiro                                                                                               | 2 | Chica da Silva | Arlindo Rodrigues | Estação Primeira de Mangueira                                                                                         | [ 83 ] [ 84 ]                      |
| 1964 | Portela | 17 | O Segundo Casamento de D. Pedro I | Nelson de Andrade | Acadêmicos do Salgueiro                                                                                               | [ 85 ] [ 86 ]                      |
| 1965 | Acadêmicos do Salgueiro                                                                                               | 3 | História do Carnaval Carioca - Eneida                                                                                                 | Fernando Pamplona e Arlindo Rodrigues                                                                                      | Império Serrano | [ 87 ] [ 88 ]                      |
| 1966 | Portela | 18 | Memórias de Um Sargento de Milícias                                                                                                   | Nelson de Andrade | Estação Primeira de Mangueira                                                                                         | [ 89 ] [ 90 ]                      |
| 1967 | Estação Primeira de Mangueira                                                                                         | 10 | O Mundo Encantado de Monteiro Lobato                                                                                                  | Júlio Mattos | Império Serrano | [ 91 ] [ 92 ]                      |
| 1968 | Estação Primeira de Mangueira                                                                                         | 11 | Samba, Festa de Um Povo | Júlio Mattos | Império Serrano | [ 93 ] [ 94 ]                      |
| 1969 | Acadêmicos do Salgueiro                                                                                               | 4 | Bahia de Todos os Deuses | Fernando Pamplona e Arlindo Rodrigues                                                                                      | Estação Primeira de Mangueira                                                                                         | [ 95 ] [ 96 ]                      |
| 1970 | Portela | 19 | Lendas e Mistérios da Amazônia | Clóvis Bornay e Arnaldo Pederneiras                                                                                        | Acadêmicos do Salgueiro                                                                                               | [ 97 ] [ 98 ]                      |
| 1971 | Acadêmicos do Salgueiro                                                                                               | 5 | Festa Para Um Rei Negro | Fernando Pamplona, Arlindo Rodrigues, Maria Augusta e Joãsinho Trinta                                                      | Portela | [ 99 ] [ 100 ]                     |
| 1972 | Império Serrano | 8 | Alô, Alô, Taí Carmem Miranda | Fernando Pinto | Estação Primeira de Mangueira                                                                                         | [ 101 ] [ 102 ]                    |
| 1973 | Estação Primeira de Mangueira                                                                                         | 12 | Lendas do Abaeté | Júlio Mattos | Império Serrano | [ 103 ] [ 104 ]                    |
| 1974 | Acadêmicos do Salgueiro                                                                                               | 6 | O Rei de França na Ilha da Assombração                                                                                                | Joãosinho Trinta e Maria Augusta                                                                                           | Portela | [ 105 ] [ 106 ]                    |
| 1975 | Acadêmicos do Salgueiro                                                                                               | 7 | O Segredo das Minas do Rei Salomão | Joãosinho Trinta | Estação Primeira de Mangueira                                                                                         | [ 107 ] [ 108 ]                    |
| 1976 | Beija-Flor de Nilópolis                                                                                               | 1 | Sonhar com Rei dá Leão | Joãosinho Trinta | Estação Primeira de Mangueira                                                                                         | [ 109 ] [ 110 ] [ 111 ]            |
| 1977 | Beija-Flor de Nilópolis                                                                                               | 2 | Vovó e o Rei da Saturnália na Corte Egípciana                                                                                         | Joãosinho Trinta | Portela | [ 112 ] [ 113 ] [ 114 ]            |
| 1978 | Beija-Flor de Nilópolis                                                                                               | 3 | A Criação do Mundo na Tradição Nagô                                                                                                   | Joãosinho Trinta | Estação Primeira de Mangueira                                                                                         | [ 115 ] [ 116 ] [ 117 ]            |
| Grupo 1-A | | | | | |                                    |
| Ano | Escola campeã | N.º | Enredo | Carnavalesco(a) | Escola vice-campeã | Ref.                               |
| 1979 | Mocidade Independente de Padre Miguel                                                                                 | 1 | O Descobrimento do Brasil | Arlindo Rodrigues | Beija-Flor de Nilópolis                                                                                               | [ 118 ] [ 119 ] [ 120 ]            |
| 1980 | Beija-Flor de Nilópolis                                                                                               | 4 | O Sol da Meia-noite, Uma Viagem ao País das Maravilhas                                                                                | Joãosinho Trinta | Mocidade Independente de Padre Miguel; União da Ilha do Governador; Unidos de Vila Isabel                             | [ 121 ] [ 122 ] [ 123 ]            |
| 1980 | Imperatriz Leopoldinense                                                                                              | 1 | O Quê Que a Bahia Tem? | Arlindo Rodrigues | Mocidade Independente de Padre Miguel; União da Ilha do Governador; Unidos de Vila Isabel                             | [ 121 ] [ 122 ] [ 123 ]            |
| 1980 | Portela | 20 | Hoje tem Marmelada! | Viriato Ferreira | Mocidade Independente de Padre Miguel; União da Ilha do Governador; Unidos de Vila Isabel                             | [ 121 ] [ 122 ] [ 123 ]            |
| 1981 | Imperatriz Leopoldinense                                                                                              | 2 | O Teu Cabelo Não Nega | Arlindo Rodrigues | Beija-Flor de Nilópolis                                                                                               | [ 124 ] [ 125 ] [ 126 ]            |
| 1982 | Império Serrano | 9 | Bum Bum Paticumbum Prugurundum | Rosa Magalhães e Lícia Lacerda                                                                                             | Portela | [ 127 ] [ 128 ] [ 129 ]            |
| 1983 | Beija-Flor de Nilópolis                                                                                               | 5 | A Grande Constelação das Estrelas Negras                                                                                              | Joãosinho Trinta | Portela | [ 130 ] [ 131 ] [ 132 ]            |
| 1984 | Portela (Desfile de domingo)                                                                                          | 21 | Contos de Areia | Edmundo Braga e Paulino Espírito Santo                                                                                     | Império Serrano (Desfile de domingo)                                                                                  | [ 133 ] [ 134 ] [ 135 ] [ 136 ]    |
| 1984 | Estação Primeira de Mangueira (Desfile de segunda-feira)                                                              | 13 | Yes, Nós Temos Braguinha | Max Lopes | Mocidade Independente de Padre Miguel (Desfile de segunda-feira)                                                      | [ 133 ] [ 134 ] [ 135 ] [ 136 ]    |
| 1984 | Estação Primeira de Mangueira (Supercampeonato)                                                                       | 14 | Yes, Nós Temos Braguinha | Max Lopes | Portela (Supercampeonato)                                                                                             | [ 133 ] [ 134 ] [ 135 ] [ 136 ]    |
| 1985 | Mocidade Independente de Padre Miguel                                                                                 | 2 | Ziriguidum 2001 - Carnaval nas Estrelas                                                                                               | Fernando Pinto | Beija-Flor de Nilópolis                                                                                               | [ 137 ] [ 138 ] [ 139 ]            |
| 1986 | Estação Primeira de Mangueira                                                                                         | 15 | Caymmi Mostra ao Mundo o que a Bahia e a Mangueira Têm                                                                                | Júlio Mattos | Beija-Flor de Nilópolis                                                                                               | [ 140 ] [ 141 ] [ 142 ]            |
| Grupo 1 | | | | | |                                    |
| Ano | Escola campeã | N.º | Enredo | Carnavalesco(a) | Escola vice-campeã | Ref.                               |
| 1987 | Estação Primeira de Mangueira                                                                                         | 16 | No Reino das Palavras, Carlos Drummond de Andrade                                                                                     | Júlio Mattos | Mocidade Independente de Padre Miguel                                                                                 | [ 143 ] [ 144 ] [ 145 ]            |
| 1988 | Unidos de Vila Isabel                                                                                                 | 1 | Kizomba, Festa da Raça | Paulo César Cardoso, Milton Siqueira e Ilvamar Magalhães                                                                   | Estação Primeira de Mangueira                                                                                         | [ 146 ] [ 147 ] [ 148 ]            |
| 1989 | Imperatriz Leopoldinense                                                                                              | 3 | Liberdade, Liberdade, Abre as Asas Sobre Nós!                                                                                         | Max Lopes | Beija-Flor de Nilópolis                                                                                               | [ 149 ] [ 150 ] [ 151 ]            |
| Grupo Especial | | | | | |                                    |
| Ano | Escola campeã | N.º | Enredo | Carnavalesco(a) | Escola vice-campeã | Ref.                               |
| 1990 | Mocidade Independente de Padre Miguel                                                                                 | 3 | Vira, Virou, a Mocidade Chegou | Renato Lage e Lilian Rabello                                                                                               | Beija-Flor de Nilópolis                                                                                               | [ 152 ] [ 153 ] [ 154 ]            |
| 1991 | Mocidade Independente de Padre Miguel                                                                                 | 4 | Chuê, Chuá, as Águas Vão Rolar | Renato Lage e Lilian Rabello                                                                                               | Acadêmicos do Salgueiro                                                                                               | [ 155 ] [ 156 ] [ 157 ]            |
| 1992 | Estácio de Sá | 1 | Paulicéia Desvairada - 70 Anos de Modernismo                                                                                          | Mário Monteiro e Chico Spinoza                                                                                             | Mocidade Independente de Padre Miguel                                                                                 | [ 158 ] [ 159 ] [ 160 ]            |
| 1993 | Acadêmicos do Salgueiro                                                                                               | 8 | Peguei Um Ita no Norte | Mario Borriello | Imperatriz Leopoldinense                                                                                              | [ 161 ] [ 162 ] [ 163 ]            |
| 1994 | Imperatriz Leopoldinense                                                                                              | 4 | Catarina de Médicis na Corte dos Tupinambôs e dos Tabajéres                                                                           | Rosa Magalhães | Acadêmicos do Salgueiro                                                                                               | [ 164 ] [ 165 ] [ 166 ]            |
| 1995 | Imperatriz Leopoldinense                                                                                              | 5 | Mais Vale Um Jegue que me Carregue, que Um Camelo que Me Derrube, Lá no Ceará                                                         | Rosa Magalhães | Portela | [ 167 ] [ 168 ] [ 169 ]            |
| 1996 | Mocidade Independente de Padre Miguel                                                                                 | 5 | Criador e Criatura | Renato Lage | Imperatriz Leopoldinense                                                                                              | [ 170 ] [ 171 ] [ 172 ]            |
| 1997 | Unidos do Viradouro                                                                                                   | 1 | Trevas! Luz! A Explosão do Universo                                                                                                   | Joãosinho Trinta | Mocidade Independente de Padre Miguel                                                                                 | [ 173 ] [ 174 ] [ 175 ]            |
| 1998 | Beija-Flor de Nilópolis                                                                                               | 6 | Pará, O Mundo Místico dos Caruanas, nas Águas do Patu-anu                                                                             | Cid Carvalho, Amarildo de Mello, Anderson Müller, Fran Sérgio, Ubiratan Silva, Nelson Ricardo, Paulo Führo e Victor Santos | — | [ 176 ] [ 177 ] [ 178 ]            |
| 1998 | Estação Primeira de Mangueira                                                                                         | 17 | Chico Buarque da Mangueira | Alexandre Louzada | — | [ 176 ] [ 177 ] [ 178 ]            |
| 1999 | Imperatriz Leopoldinense                                                                                              | 6 | Brasil, Mostra a Sua Cara em... Theatrum Rerum Naturalium Brasiliae                                                                   | Rosa Magalhães | Beija-Flor de Nilópolis                                                                                               | [ 179 ] [ 180 ] [ 181 ]            |
| 2000 | Imperatriz Leopoldinense                                                                                              | 7 | Quem Descobriu o Brasil Foi Seu Cabral, no Dia 22 de Abril, Dois Meses Depois do Carnaval                                             | Rosa Magalhães | Beija-Flor de Nilópolis                                                                                               | [ 182 ] [ 183 ] [ 184 ]            |
| 2001 | Imperatriz Leopoldinense                                                                                              | 8 | Cana-caiana, Cana Roxa, Cana Fita, Cana Preta, Amarela, Pernambuco... Quero Vê Descê o Suco na Pancada do Ganzá                       | Rosa Magalhães | Beija-Flor de Nilópolis                                                                                               | [ 185 ] [ 186 ] [ 187 ]            |
| 2002 | Estação Primeira de Mangueira                                                                                         | 18 | Brazil com Z é pra Cabra da Peste, Brasil com S é Nação do Nordeste                                                                   | Max Lopes | Beija-Flor de Nilópolis                                                                                               | [ 188 ] [ 189 ] [ 190 ]            |
| 2003 | Beija-Flor de Nilópolis                                                                                               | 7 | O Povo Conta a Sua História: "Saco Vazio Não Para em Pé - A Mão que Faz a Guerra, Faz a Paz"                                          | Laíla, Cid Carvalho, Fran Sérgio, Ubiratan Silva e Shangai                                                                 | Estação Primeira de Mangueira                                                                                         | [ 191 ] [ 192 ] [ 193 ]            |
| 2004 | Beija-Flor de Nilópolis                                                                                               | 8 | Manôa, Manaus, Amazônia, Terra Santa: Alimenta o Corpo, Equilibra a Alma e Transmite a Paz                                            | Laíla, Cid Carvalho, Fran Sérgio, Ubiratan Silva e Shangai                                                                 | Unidos da Tijuca | [ 194 ] [ 195 ] [ 196 ]            |
| 2005 | Beija-Flor de Nilópolis                                                                                               | 9 | O Vento Corta as Terras dos Pampas. Em Nome do Pai, do Filho e do Espírito Guarani. Sete Povos na Fé e na Dor... Sete Missões de Amor | Laíla, Cid Carvalho, Fran Sérgio, Ubiratan Silva e Shangai                                                                 | Unidos da Tijuca | [ 197 ] [ 198 ] [ 199 ]            |
| 2006 | Unidos de Vila Isabel                                                                                                 | 2 | Soy Loco por Ti, América - A Vila Canta a Latinidade                                                                                  | Alexandre Louzada | Acadêmicos do Grande Rio                                                                                              | [ 200 ] [ 201 ] [ 202 ]            |
| 2007 | Beija-Flor de Nilópolis                                                                                               | 10 | Áfricas - Do Berço Real à Corte Brasiliana                                                                                            | Laíla, Alexandre Louzada, Fran Sérgio, Ubiratan Silva e Shangai                                                            | Acadêmicos do Grande Rio                                                                                              | [ 203 ] [ 204 ] [ 205 ]            |
| 2008 | Beija-Flor de Nilópolis                                                                                               | 11 | Macapaba: Equinócio Solar, Viagens Fantásticas ao Meio do Mundo                                                                       | Laíla, Alexandre Louzada, Fran Sérgio, Ubiratan Silva e Shangai                                                            | Acadêmicos do Salgueiro                                                                                               | [ 206 ] [ 207 ] [ 208 ]            |
| 2009 | Acadêmicos do Salgueiro                                                                                               | 9 | Tambor | Renato Lage | Beija-Flor de Nilópolis                                                                                               | [ 209 ] [ 210 ]                    |
| 2010 | Unidos da Tijuca | 2 | É Segredo! | Paulo Barros | Acadêmicos do Grande Rio                                                                                              | [ 211 ] [ 212 ]                    |
| 2011 | Beija-Flor de Nilópolis                                                                                               | 12 | A Simplicidade de um Rei | Laíla, Alexandre Louzada, Fran Sérgio e Ubiratan Silva e Victor Santos                                                     | Unidos da Tijuca | [ 213 ] [ 214 ]                    |
| 2012 | Unidos da Tijuca | 3 | O Dia em que Toda a Realeza Desembarcou na Avenida para Coroar o Rei Luiz do Sertão                                                   | Paulo Barros | Acadêmicos do Salgueiro                                                                                               | [ 215 ] [ 216 ]                    |
| 2013 | Unidos de Vila Isabel                                                                                                 | 3 | A Vila Canta o Brasil, Celeiro do Mundo - "Água no Feijão que Chegou Mais Um"                                                         | Rosa Magalhães | Beija-Flor de Nilópolis                                                                                               | [ 217 ] [ 218 ]                    |
| 2014 | Unidos da Tijuca | 4 | Acelera, Tijuca! | Paulo Barros | Acadêmicos do Salgueiro                                                                                               | [ 219 ] [ 220 ]                    |
| 2015 | Beija-Flor de Nilópolis                                                                                               | 13 | Um Griô Conta a História: Um Olhar sobre a África e o Despontar da Guiné Equatorial. Caminhemos sobre a Trilha de Nossa Felicidade    | Laíla, Fran Sérgio, Ubiratan Silva, Victor Santos, André Cezari, Bianca Behrends e Cláudio Russo                           | Acadêmicos do Salgueiro                                                                                               | [ 221 ] [ 222 ]                    |
| 2016 | Estação Primeira de Mangueira                                                                                         | 19 | Maria Bethânia: A Menina dos Olhos de Oyá                                                                                             | Leandro Vieira | Unidos da Tijuca | [ 223 ] [ 224 ]                    |
| 2017 | Portela | 22 | Quem Nunca Sentiu o Corpo Arrepiar ao Ver Esse Rio Passar?                                                                            | Paulo Barros | — | [ 225 ] [ 226 ] [ 227 ]            |
| 2017 | Mocidade Independente de Padre Miguel                                                                                 | 6 | As Mil e Uma Noites de Uma 'Mocidade' pra Lá de Marrakesh                                                                             | Alexandre Louzada | — | [ 225 ] [ 226 ] [ 227 ]            |
| 2018 | Beija-Flor de Nilópolis                                                                                               | 14 | Monstro É Aquele que Não Sabe Amar. Os Filhos Abandonados da Pátria que os Pariu                                                      | Laíla, Cid Carvalho, Victor Santos, Bianca Behrends, Rodrigo Pacheco e Léo Mídia                                           | Paraíso do Tuiuti | [ 229 ] [ 230 ]                    |
| 2019 | Estação Primeira de Mangueira                                                                                         | 20 | História pra Ninar Gente Grande | Leandro Vieira | Unidos do Viradouro                                                                                                   | [ 231 ] [ 232 ]                    |
| 2020 | Unidos do Viradouro                                                                                                   | 2 | Viradouro de Alma Lavada | Marcus Ferreira e Tarcisio Zanon                                                                                           | Acadêmicos do Grande Rio                                                                                              | [ 233 ]                            |
| Inicialmente adiados para o mês de julho, os desfiles do Carnaval 2021 foram cancelados devido a pandemia de Covid-19 | Inicialmente adiados para o mês de julho, os desfiles do Carnaval 2021 foram cancelados devido a pandemia de Covid-19 | Inicialmente adiados para o mês de julho, os desfiles do Carnaval 2021 foram cancelados devido a pandemia de Covid-19 | Inicialmente adiados para o mês de julho, os desfiles do Carnaval 2021 foram cancelados devido a pandemia de Covid-19                 | Inicialmente adiados para o mês de julho, os desfiles do Carnaval 2021 foram cancelados devido a pandemia de Covid-19      | Inicialmente adiados para o mês de julho, os desfiles do Carnaval 2021 foram cancelados devido a pandemia de Covid-19 | [ 234 ]                            |
| 2022 | Acadêmicos do Grande Rio                                                                                              | 1 | Fala, Majeté! Sete Chaves de Exu | Gabriel Haddad e Leonardo Bora                                                                                             | Beija-Flor de Nilópolis                                                                                               | [ 235 ]                            |
| 2023 | Imperatriz Leopoldinense                                                                                              | 9 | O Aperreio do Cabra Que o Excomungado Tratou com Má-querença e o Santíssimo Não Deu Guarida                                           | Leandro Vieira | Unidos do Viradouro                                                                                                   | [ 236 ]                            |
| 2024 | Unidos do Viradouro                                                                                                   | 3 | Arroboboi, Dangbé | Tarcisio Zanon | Imperatriz Leopoldinense                                                                                              | [ 237 ]                            |
| 2025 | Beija-Flor de Nilópolis                                                                                               | 15 | Laíla de Todos os Santos, Laíla de Todos os Sambas                                                                                    | João Vitor Araújo | Acadêmicos do Grande Rio                                                                                              | [ 238 ]                            |

## Estatísticas

### Campeonatos por escola
Abaixo, a lista de títulos conquistados por cada escola. A Portela é a maior campeã do carnaval do Rio de Janeiro com 22 campeonatos conquistados. Ao todo, quinze escolas diferentes conquistaram o título máximo do carnaval carioca.
| Legenda: † Escola extinta |

| #   | Escola de samba | Escola de samba | Escola de samba                       | Títulos | Anos |
| --- | --------------- | --------------- | ------------------------------------- | ------- | --- |
| 1º  |                 |                 | Portela                               | 22      | 1935, 1939, 1941, 1942, 1943, 1944, 1945, 1946, 1947, 1951, 1953, 1957, 1958, 1959, 1960, 1962, 1964, 1966, 1970, 1980, 1984 e 2017            |
| 2º  |                 |                 | Estação Primeira de Mangueira         | 20      | 1932, 1933, 1934, 1940, 1949, 1950, 1954, 1960, 1961, 1967, 1968, 1973, 1984 (Campeã), 1984 (Supercampeã), 1986, 1987, 1998, 2002, 2016 e 2019 |
| 3º  |                 |                 | Beija-Flor de Nilópolis               | 15      | 1976, 1977, 1978, 1980, 1983, 1998, 2003, 2004, 2005, 2007, 2008, 2011, 2015, 2018 e 2025                                                      |
| 4º  |                 |                 | Acadêmicos do Salgueiro               | 9       | 1960, 1963, 1965, 1969, 1971, 1974, 1975, 1993 e 2009                                                                                          |
| 4º  |                 |                 | Império Serrano                       | 9       | 1948, 1949, 1950, 1951, 1955, 1956, 1960, 1972 e 1982                                                                                          |
| 4º  |                 |                 | Imperatriz Leopoldinense              | 9       | 1980, 1981, 1989, 1994, 1995, 1999, 2000, 2001 e 2023                                                                                          |
| 7º  |                 |                 | Mocidade Independente de Padre Miguel | 6       | 1979, 1985, 1990, 1991, 1996 e 2017 |
| 8º  |                 |                 | Unidos da Tijuca                      | 4       | 1936, 2010, 2012 e 2014 |
| 9º  |                 |                 | Unidos do Viradouro                   | 3       | 1997, 2020 e 2024 |
| 9º  |                 |                 | Unidos de Vila Isabel                 | 3       | 1988, 2006 e 2013 |
| 11º |                 |                 | Unidos da Capela †                    | 2       | 1950 e 1960 |
| 12º |                 |                 | Acadêmicos do Grande Rio              | 1       | 2022 |
| 12º |                 |                 | Estácio de Sá                         | 1       | 1992 |
| 12º |                 |                 | Prazer da Serrinha †                  | 1       | 1950 |
| 12º |                 |                 | Recreio de Ramos †                    | 1       | 1934 |
| 12º |                 |                 | Vizinha Faladeira                     | 1       | 1937 |

### Campeonatos consecutivos
Abaixo, a relação de títulos conquistados consecutivamente por cada escola. A Portela detém a marca de sete títulos consecutivos, obtidos entre os carnavais de 1941 e 1947.

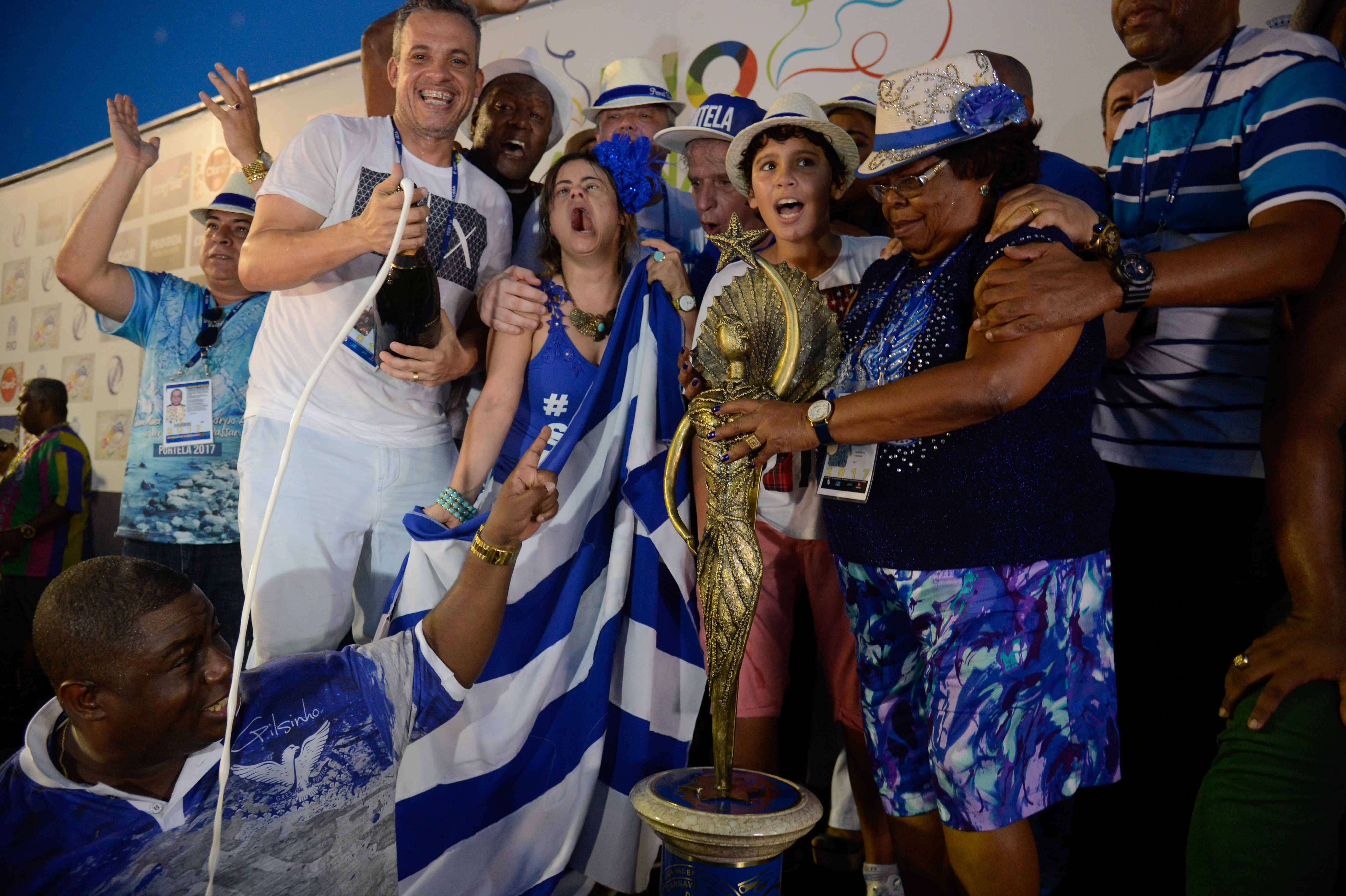
Integrantes da Portela recebem o troféu de campeã do carnaval de 2017. Escola é a maior vencedora da folia carioca e detém o recorde de sete títulos conquistados consecutivamente.

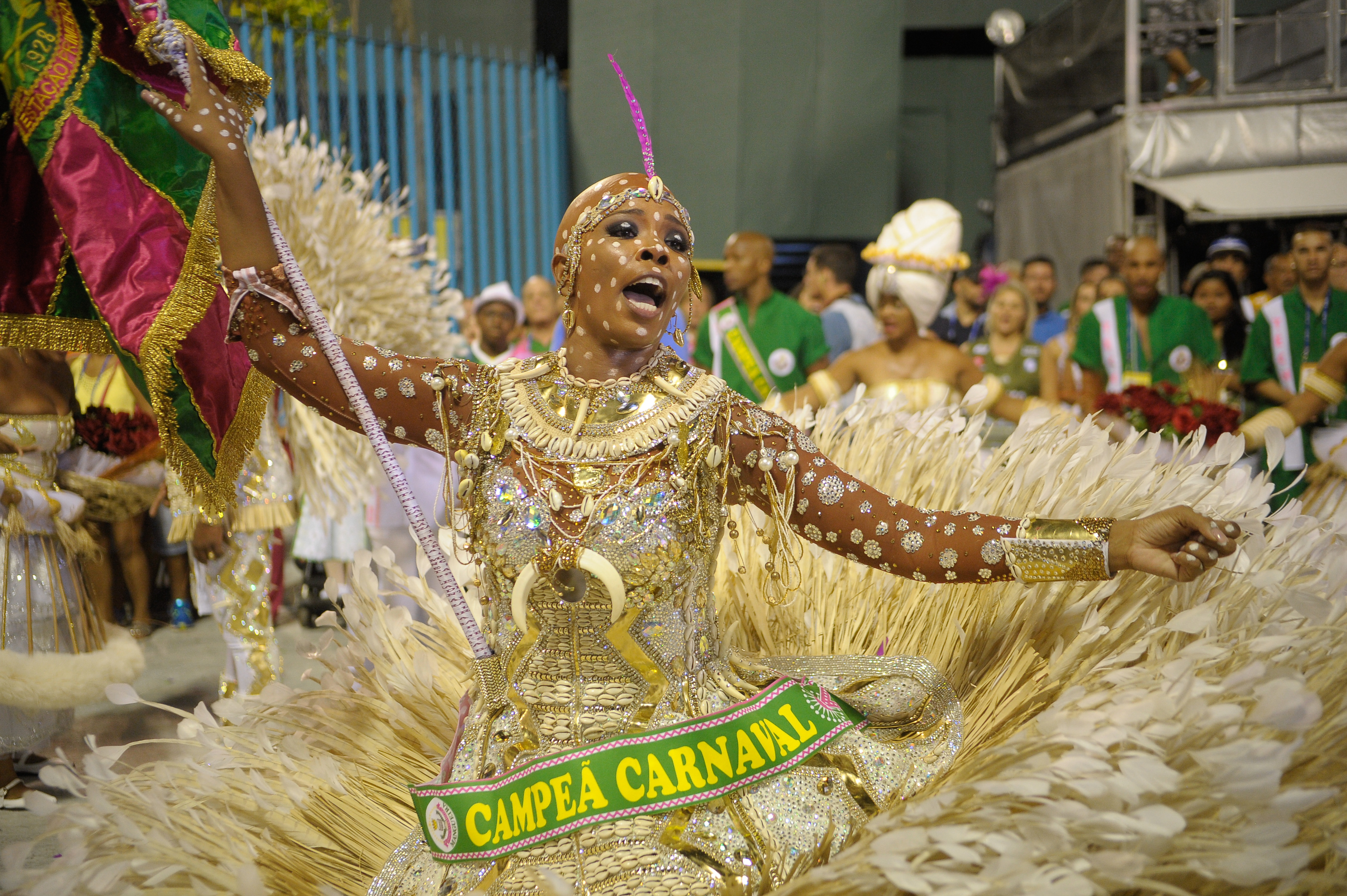
Porta-bandeira da Mangueira com a faixa de campeã de 2016. A "verde-e-rosa" é a segunda maior vencedora do carnaval do Rio.

| Títulos | Escola de samba                       | Anos                                      |
| ------- | ------------------------------------- | ----------------------------------------- |
| 7       | Portela                               | 1941, 1942, 1943, 1944, 1945, 1946 e 1947 |
| 4       | Império Serrano                       | 1948, 1949, 1950 e 1951                   |
| 4       | Portela                               | 1957, 1958, 1959 e 1960                   |
| 3       | Beija-Flor                            | 1976, 1977 e 1978                         |
| 3       | Beija-Flor                            | 2003, 2004 e 2005                         |
| 3       | Estação Primeira de Mangueira         | 1932, 1933 e 1934                         |
| 3       | Imperatriz Leopoldinense              | 1999, 2000 e 2001                         |
| 2       | Acadêmicos do Salgueiro               | 1974 e 1975                               |
| 2       | Beija-Flor                            | 2007 e 2008                               |
| 2       | Estação Primeira de Mangueira         | 1949 e 1950                               |
| 2       | Estação Primeira de Mangueira         | 1960 e 1961                               |
| 2       | Estação Primeira de Mangueira         | 1967 e 1968                               |
| 2       | Estação Primeira de Mangueira         | 1986 e 1987                               |
| 2       | Imperatriz Leopoldinense              | 1980 e 1981                               |
| 2       | Imperatriz Leopoldinense              | 1994 e 1995                               |
| 2       | Império Serrano                       | 1955 e 1956                               |
| 2       | Mocidade Independente de Padre Miguel | 1990 e 1991                               |

### Distância entre títulos
Abaixo, a listagem de intervalos entre títulos de uma mesma escola. A maior distância entre dois campeonatos ocorreu com a Unidos da Tijuca. A escola demorou 74 anos para conquistar um novo título de campeã. Outros dois jejuns duradouros foram quebrados em 2017, quando Portela e Mocidade Independente de Padre Miguel foram campeãs após, respectivamente, 33 e 21 anos sem conquistas.
| Tempo   | Escola / (distância entre títulos) |
| ------- | --- |
| 74 anos | Unidos da Tijuca (1936—2010) |
| 33 anos | Portela (1984—2017) |
| 23 anos | Viradouro (1997—2020) |
| 22 anos | Imperatriz Leopoldinense (2001-2023) |
| 21 anos | Mocidade (1996—2017) |
| 18 anos | Salgueiro (1975—1993); Unidos de Vila Isabel (1988—2006) |
| 16 anos | Salgueiro (1993—2009) |
| 15 anos | Beija-Flor (1983—1998) |
| 14 anos | Mangueira (2002—2016) |
| 12 anos | Império Serrano (1960—1972) |
| 11 anos | Mangueira (1973—1984 e 1987—1998) |
| 10 anos | Unidos da Capela (1950—1960); Portela (1970—1980); Império Serrano (1972—1982) |
| 9 anos  | Mangueira (1940—1949) |
| 8 anos  | Imperatriz Leopoldinense (1981—1989) |
| 7 anos  | Unidos de Vila Isabel (2006—2013); Beija-Flor (2018-2025) |
| 6 anos  | Mangueira (1934—1940, 1954—1960 e 1961—1967); Mocidade (1979—1985) |
| 5 anos  | Mangueira (1968—1973); Mocidade (1985—1990); Imperatriz Leopoldinense (1989—1994); Mocidade (1991—1996); Beija-Flor (1998—2003) |
| 4 anos  | Portela (1935—1939 e 1947—1951); Mangueira (1950—1954); Império Serrano (1951—1955); Portela (1953—1957); Império Serrano (1956—1960); Salgueiro (1965—1969); Portela (1966—1970 e 1980—1984); Imperatriz Leopoldinense (1995—1999); Mangueira (1998—2002); Beija-Flor (2011—2015); Viradouro (2020—2024) |
| 3 anos  | Salgueiro (1960—1963 e 1971—1974); Beija-Flor (1980—1983, 2008—2011 e 2015—2018); Mangueira (2016—2019) |
| 2 anos  | Portela (1939—1941, 1951—1953, 1960—1962 e 1962—1964); Salgueiro (1963—1965); Portela (1964—1966); Salgueiro (1969—1971); Beija-Flor (1978—1980); Mangueira (1984—1986); Beija-Flor (2005—2007); Unidos da Tijuca (2010—2012 e 2012—2014)                                                                 |

### Vice-campeonatos por escola
Abaixo, a relação de vice-campeonatos que cada escola possui. A Estação Primeira de Mangueira é a escola que mais vezes obteve o segundo lugar nos desfiles da primeira divisão.
| Legenda: † Escola extinta |

| Vices | Escola de samba                                    | Anos |
| ----- | -------------------------------------------------- | --- |
| 19    | Estação Primeira de Mangueira                      | 1935, 1936, 1939, 1941, 1943, 1944, 1945, 1946, 1947, 1955, 1963, 1966, 1969, 1972, 1975, 1976, 1978, 1988 e 2003 |
| 13    | Portela                                            | 1932, 1934, 1937, 1949, 1950, 1956, 1971, 1974, 1977, 1982, 1983, 1984 e 1995                                     |
| 13    | Beija-Flor                                         | 1979, 1981, 1985, 1986, 1989, 1990, 1999, 2000, 2001, 2002, 2009, 2013 e 2022                                     |
| 10    | Acadêmicos do Salgueiro                            | 1959, 1961, 1964, 1970, 1991, 1994, 2008, 2012, 2014 e 2015                                                       |
| 10    | Império Serrano                                    | 1953, 1954, 1957, 1958, 1962, 1965, 1967, 1968, 1973 e 1984                                                       |
| 6     | Unidos da Tijuca                                   | 1934, 1948, 2004, 2005, 2011 e 2016                                                                               |
| 5     | Mocidade Independente de Padre Miguel              | 1980, 1984, 1987, 1992 e 1997                                                                                     |
| 5     | Acadêmicos do Grande Rio                           | 2006, 2007, 2010, 2020 e 2025                                                                                     |
| 3     | Aprendizes de Lucas †                              | 1950, 1951 e 1960                                                                                                 |
| 3     | Imperatriz Leopoldinense                           | 1993, 1996 e 2024                                                                                                 |
| 2     | Azul e Branco do Salgueiro †                       | 1933 e 1949 |
| 2     | Depois Eu Digo †                                   | 1942 e 1950 |
| 2     | Três Mosqueteiros †                                | 1950 e 1951 |
| 2     | Unidos do Viradouro                                | 2019 e 2023 |
| 1     | Mocidade Louca de São Cristóvão †                  | 1940 |
| 1     | Para o Ano Sai Melhor (Segunda Linha do Estácio) † | 1932 |
| 1     | União da Ilha do Governador                        | 1980 |
| 1     | Unidos de Vila Isabel                              | 1980 |
| 1     | Paraíso do Tuiuti                                  | 2018 |

### Vice-campeonatos consecutivos
Abaixo, a lista de vice-campeonatos conquistados consecutivamente por cada escola. A Mangueira detém a marca de cinco vice-campeonatos consecutivos, obtidos entre os carnavais de 1943 e 1947.

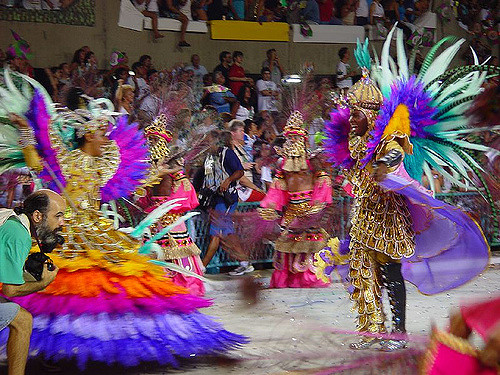
Desfile da Mangueira em 2003, quando a escola conquistou seu 19.º vice-campeonato. A escola é a que mais vezes obteve o segundo lugar na classificação do carnaval e também detém o recorde de cinco vices consecutivos.

| Legenda: † Escola extinta |

| Vices | Escola de samba               | Anos                          |
| ----- | ----------------------------- | ----------------------------- |
| 5     | Estação Primeira de Mangueira | 1943, 1944, 1945, 1946 e 1947 |
| 4     | Beija-Flor                    | 1999, 2000, 2001 e 2002       |
| 2     | Acadêmicos do Grande Rio      | 2006 e 2007                   |
| 2     | Acadêmicos do Salgueiro       | 2014 e 2015                   |
| 2     | Aprendizes de Lucas           | 1950 e 1951                   |
| 2     | Beija-Flor                    | 1985 e 1986                   |
| 2     | Beija-Flor                    | 1989 e 1990                   |
| 2     | Estação Primeira de Mangueira | 1935 e 1936                   |
| 2     | Estação Primeira de Mangueira | 1975 e 1976                   |
| 2     | Império Serrano               | 1953 e 1954                   |
| 2     | Império Serrano               | 1957 e 1958                   |
| 2     | Império Serrano               | 1967 e 1968                   |
| 2     | Portela                       | 1949 e 1950                   |
| 2     | Portela                       | 1982 e 1983                   |
| 2     | Três Mosqueteiros †           | 1950 e 1951                   |
| 2     | Unidos da Tijuca              | 2004 e 2005                   |

### Campeãs por década
Mangueira foi a maior campeã da década de 1930, conquistando três títulos. A década de 1940 foi dominada pela Portela que venceu sete campeonatos. A Portela também foi a maior campeã da década de 1950, com cinco títulos. Três escolas se destacaram na década de 1960: Salgueiro, Mangueira e Portela conquistaram quatro títulos cada. Na década de 1970, Beija-Flor e Salgueiro venceram a maioria dos campeonatos, cada uma ganhou três títulos. A Mangueira foi a maior vencedora da década de 1980, com quatro títulos. Os anos 90 ficou marcado pela rivalidade entre Imperatriz e Mocidade. Cada escola conquistou três títulos. A Beija-Flor dominou a década de 2000, vencendo cinco campeonatos. Beija-Flor e Unidos da Tijuca foram as maiores vencedoras da década de 2010, com três títulos para cada uma.
| Década | Escolas / (títulos) |
| ------ | --- |
| 1930   | Estação Primeira de Mangueira (3); Portela (2); Recreio de Ramos (1); Unidos da Tijuca (1); e Vizinha Faladeira (1)                                                                                   |
| 1940   | Portela (7); Estação Primeira de Mangueira (2); e Império Serrano (2) |
| 1950   | Portela (5); Império Serrano (4); Estação Primeira de Mangueira (2); Prazer da Serrinha (1); e Unidos da Capela (1)                                                                                   |
| 1960   | Acadêmicos do Salgueiro (4); Estação Primeira de Mangueira (4); Portela (4); Império Serrano (1); e Unidos da Capela (1)                                                                              |
| 1970   | Acadêmicos do Salgueiro (3); Beija-Flor (3); Estação Primeira de Mangueira (1); Império Serrano (1); Mocidade Independente de Padre Miguel (1); e Portela (1)                                         |
| 1980   | Estação Primeira de Mangueira (4); Imperatriz Leopoldinense (3); Beija-Flor (2); Portela (2); Império Serrano (1); Mocidade Independente de Padre Miguel (1); e Unidos de Vila Isabel (1)             |
| 1990   | Imperatriz Leopoldinense (3); Mocidade Independente de Padre Miguel (3); Acadêmicos do Salgueiro (1); Beija-Flor (1); Estação Primeira de Mangueira (1); Estácio de Sá (1); e Unidos do Viradouro (1) |
| 2000   | Beija-Flor (5); Imperatriz Leopoldinense (2); Acadêmicos do Salgueiro (1); Estação Primeira de Mangueira (1); e Unidos de Vila Isabel (1)                                                             |
| 2010   | Beija-Flor (3); Unidos da Tijuca (3); Estação Primeira de Mangueira (2); Mocidade Independente de Padre Miguel (1); Portela (1); e Unidos de Vila Isabel (1)                                          |
| 2020   | Unidos do Viradouro (2); Acadêmicos do Grande Rio (1); Imperatriz Leopoldinense (1); e Beija-Flor (1)                                                                                                 |

### "Era Sambódromo"

#### Títulos por escola
A Beija-Flor é a escola que mais venceu no Sambódromo da Marquês de Sapucaí. Abaixo, a relação de títulos conquistados na "Era Sambódromo", período contado a partir de 1984, quando as agremiações passaram a desfilar na Passarela Professor Darcy Ribeiro.
| #  | Escola de samba | Escola de samba | Escola de samba                       | Títulos | Anos                                                                   |
| -- | --------------- | --------------- | ------------------------------------- | ------- | ---------------------------------------------------------------------- |
| 1  |                 |                 | Beija-Flor                            | 10      | 1998, 2003, 2004, 2005, 2007, 2008, 2011, 2015, 2018 e 2025            |
| 2  |                 |                 | Estação Primeira de Mangueira         | 8       | 1984 (Campeã), 1984 (Supercampeã), 1986, 1987, 1998, 2002, 2016 e 2019 |
| 3  |                 |                 | Imperatriz Leopoldinense              | 7       | 1989, 1994, 1995, 1999, 2000, 2001 e 2023                              |
| 4  |                 |                 | Mocidade Independente de Padre Miguel | 5       | 1985, 1990, 1991, 1996 e 2017                                          |
| 5  |                 |                 | Unidos da Tijuca                      | 3       | 2010, 2012 e 2014                                                      |
| 5  |                 |                 | Unidos de Vila Isabel                 | 3       | 1988, 2006 e 2013                                                      |
| 5  |                 |                 | Unidos do Viradouro                   | 3       | 1997, 2020 e 2024                                                      |
| 8  |                 |                 | Acadêmicos do Salgueiro               | 2       | 1993 e 2009                                                            |
| 8  |                 |                 | Portela                               | 2       | 1984 e 2017                                                            |
| 10 |                 |                 | Estácio de Sá                         | 1       | 1992                                                                   |
| 10 |                 |                 | Acadêmicos do Grande Rio              | 1       | 2022                                                                   |

#### Títulos por dia de desfile
Desde 1984, quando os desfiles foram divididos em dois dias, a maioria dos títulos são conquistados por escolas que desfilam na segunda noite de apresentações (que se inicia na noite da segunda-feira de carnaval). No desfile inaugural do Sambódromo, a Portela venceu o desfile da primeira noite, enquanto a Mangueira venceu o desfile da segunda. A partir de 1985, apenas um título foi disputado nas duas noites.
| Dia                           | Títulos | Anos |
| ----------------------------- | ------- | --- |
| Primeira noite (Domingo)      | 8       | 1984, 1985, 1987, 1994, 1996, 2006, 2010 e 2020 |
| Segunda noite (Segunda-feira) | 35      | 1984, 1986, 1988, 1989, 1990, 1991, 1992, 1993, 1995, 1997, 1998 (2), 1999, 2000, 2001, 2002, 2003, 2004, 2005, 2007, 2008, 2009, 2011, 2012, 2013, 2014, 2015, 2016, 2017 (2), 2018, 2019, 2022, 2023, 2024 e 2025 |

#### Títulos por posição de desfile
A posição de desfile em que as agremiações mais conquistaram títulos na "era sambódromo" é sendo a sexta escola a desfilar na segunda noite de apresentações.
| Posição de desfile                          | Títulos | Ano / (escola campeã) |
| ------------------------------------------- | ------- | --- |
| 6.ª escola da segunda noite (segunda-feira) | 10      | 1988 (Vila Isabel); 1995 (Imperatriz); 2008 (Beija-Flor); 2011 (Beija-Flor); 2013 (Vila Isabel); 2014 (Tijuca); 2016 (Mangueira); 2018 (Beija-Flor), 2019 (Mangueira) e 2024 (Viradouro) |
| 5.ª escola da segunda noite (segunda-feira) | 7       | 1986 (Mangueira); 1991 (Mocidade); 1998 (Beija-Flor); 2004 (Beija-Flor); 2012 (Tijuca); 2017 (Portela) e 2022 (Grande Rio)                                                               |
| 2.ª escola da segunda noite (segunda-feira) | 6       | 1989 (Imperatriz); 1997 (Viradouro); 1998 (Mangueira); 2002 (Mangueira), 2009 (Salgueiro) e 2025 (Beija-Flor)                                                                            |
| 3.ª escola da segunda noite (segunda-feira) | 5       | 1992 (Estácio); 1993 (Salgueiro); 2003 (Beija-Flor); 2015 (Beija-Flor); 2017 (Mocidade)                                                                                                  |
| 8.ª escola da primeira noite (domingo)      | 4       | 1985 (Mocidade); 1987 (Mangueira); 1994 (Imperatriz) e 1996 (Mocidade) |
| 7.ª escola da segunda noite (segunda-feira) | 4       | 1984 (Mangueira); 1999 (Imperatriz); 2005 (Beija-Flor) e 2007 (Beija-Flor) |
| 4.ª escola da segunda noite (segunda-feira) | 4       | 1990 (Mocidade); 2000 (Imperatriz) e 2001 (Imperatriz) e 2023 (Imperatriz) |
| 2.ª escola da primeira noite (domingo)      | 1       | 2020 (Viradouro) |
| 3.ª escola da primeira noite (domingo)      | 1       | 2010 (Tijuca) |
| 5.ª escola da primeira noite (domingo)      | 1       | 2006 (Vila Isabel) |
| 6.ª escola da primeira noite (domingo)      | 1       | 1984 (Portela) |

##### Posição de encerramento
A posição de encerramento, independente da quantidade de escolas que desfilam no dia, é a que mais rende títulos. Desde 1984, em dez ocasiões a última escola a desfilar no carnaval sagrou-se campeã. Em outras três oportunidades, a escola que encerrou a primeira noite também venceu.
| Posição de desfile                             | Títulos | Ano / (escola campeã) |
| ---------------------------------------------- | ------- | --- |
| Última escola da segunda noite (segunda-feira) | 11      | 1984 (Mangueira); 1999 (Imperatriz); 2005 (Beija-Flor); 2007 (Beija-Flor); 2008 (Beija-Flor); 2011 (Beija-Flor); 2013 (Vila Isabel); 2014 (Tijuca); 2016 (Mangueira); 2018 (Beija-Flor) e 2024 (Viradouro) |
| Última escola da primeira noite (domingo)      | 3       | 1985 (Mocidade); 1987 (Mangueira) e 1994 (Imperatriz) |

### Presença das escolas no Grupo Especial
| Escola de Samba | Anos 1970–1999 | Anos 1970–1999 | Anos 1970–1999 | Anos 1970–1999 | Anos 1970–1999 | Anos 1970–1999 | Anos 1970–1999 | Anos 1970–1999 | Anos 1970–1999 | Anos 1970–1999 | Anos 1970–1999 | Anos 1970–1999 | Anos 1970–1999 | Anos 1970–1999 | Anos 1970–1999 | Anos 1970–1999 | Anos 1970–1999 | Anos 1970–1999 | Anos 1970–1999 | Anos 1970–1999 | Anos 1970–1999 | Anos 1970–1999 | Anos 1970–1999 | Anos 1970–1999 | Anos 1970–1999 | Anos 1970–1999 | Anos 1970–1999 | Anos 1970–1999 | Anos 1970–1999 | Anos 1970–1999 |
| --------------- | -------------- | -------------- | -------------- | -------------- | -------------- | -------------- | -------------- | -------------- | -------------- | -------------- | -------------- | -------------- | -------------- | -------------- | -------------- | -------------- | -------------- | -------------- | -------------- | -------------- | -------------- | -------------- | -------------- | -------------- | -------------- | -------------- | -------------- | -------------- | -------------- | -------------- |
| Escola de Samba | 70             | 71             | 72             | 73             | 74             | 75             | 76             | 77             | 78             | 79             | 80             | 81             | 82             | 83             | 84             | 85             | 86             | 87             | 88             | 89             | 90             | 91             | 92             | 93             | 94             | 95             | 96             | 97             | 98             | 99             |
| Portela         |                |                |                |                |                |                |                |                |                |                |                |                |                |                |                |                |                |                |                |                |                |                |                |                |                |                |                |                |                |                |
| Mangueira       |                |                |                |                |                |                |                |                |                |                |                |                |                |                |                |                |                |                |                |                |                |                |                |                |                |                |                |                |                |                |
| Salgueiro       |                |                |                |                |                |                |                |                |                |                |                |                |                |                |                |                |                |                |                |                |                |                |                |                |                |                |                |                |                |                |
| Mocidade        |                |                |                |                |                |                |                |                |                |                |                |                |                |                |                |                |                |                |                |                |                |                |                |                |                |                |                |                |                |                |
| Imperatriz      |                |                |                |                |                |                |                |                |                |                |                |                |                |                |                |                |                |                |                |                |                |                |                |                |                |                |                |                |                |                |
| Vila Isabel     |                |                |                |                |                |                |                |                |                |                |                |                |                |                |                |                |                |                |                |                |                |                |                |                |                |                |                |                |                |                |
| I. Serrano      |                |                |                |                |                |                |                |                |                |                |                |                |                |                |                |                |                |                |                |                |                |                |                |                |                |                |                |                |                |                |
| Beija-Flor      |                |                |                |                |                |                |                |                |                |                |                |                |                |                |                |                |                |                |                |                |                |                |                |                |                |                |                |                |                |                |
| União da Ilha   |                |                |                |                |                |                |                |                |                |                |                |                |                |                |                |                |                |                |                |                |                |                |                |                |                |                |                |                |                |                |
| Estácio         |                |                |                |                |                |                |                |                |                |                |                |                |                |                |                |                |                |                |                |                |                |                |                |                |                |                |                |                |                |                |
| U. da Tijuca    |                |                |                |                |                |                |                |                |                |                |                |                |                |                |                |                |                |                |                |                |                |                |                |                |                |                |                |                |                |                |
| Caprichosos     |                |                |                |                |                |                |                |                |                |                |                |                |                |                |                |                |                |                |                |                |                |                |                |                |                |                |                |                |                |                |
| U. da Ponte     |                |                |                |                |                |                |                |                |                |                |                |                |                |                |                |                |                |                |                |                |                |                |                |                |                |                |                |                |                |                |
| I. da Tijuca    |                |                |                |                |                |                |                |                |                |                |                |                |                |                |                |                |                |                |                |                |                |                |                |                |                |                |                |                |                |                |
| Viradouro       |                |                |                |                |                |                |                |                |                |                |                |                |                |                |                |                |                |                |                |                |                |                |                |                |                |                |                |                |                |                |
| Grande Rio      |                |                |                |                |                |                |                |                |                |                |                |                |                |                |                |                |                |                |                |                |                |                |                |                |                |                |                |                |                |                |
| S. Clemente     |                |                |                |                |                |                |                |                |                |                |                |                |                |                |                |                |                |                |                |                |                |                |                |                |                |                |                |                |                |                |
| Tradição        |                |                |                |                |                |                |                |                |                |                |                |                |                |                |                |                |                |                |                |                |                |                |                |                |                |                |                |                |                |                |
| Cabuçu          |                |                |                |                |                |                |                |                |                |                |                |                |                |                |                |                |                |                |                |                |                |                |                |                |                |                |                |                |                |                |
| E.C. da Hora    |                |                |                |                |                |                |                |                |                |                |                |                |                |                |                |                |                |                |                |                |                |                |                |                |                |                |                |                |                |                |
| Santa Cruz      |                |                |                |                |                |                |                |                |                |                |                |                |                |                |                |                |                |                |                |                |                |                |                |                |                |                |                |                |                |                |
| Jacarezinho     |                |                |                |                |                |                |                |                |                |                |                |                |                |                |                |                |                |                |                |                |                |                |                |                |                |                |                |                |                |                |
| Lucas           |                |                |                |                |                |                |                |                |                |                |                |                |                |                |                |                |                |                |                |                |                |                |                |                |                |                |                |                |                |                |
| Lins            |                |                |                |                |                |                |                |                |                |                |                |                |                |                |                |                |                |                |                |                |                |                |                |                |                |                |                |                |                |                |
| P. da Pedra     |                |                |                |                |                |                |                |                |                |                |                |                |                |                |                |                |                |                |                |                |                |                |                |                |                |                |                |                |                |                |
| Arranco         |                |                |                |                |                |                |                |                |                |                |                |                |                |                |                |                |                |                |                |                |                |                |                |                |                |                |                |                |                |                |
| Padre Miguel    |                |                |                |                |                |                |                |                |                |                |                |                |                |                |                |                |                |                |                |                |                |                |                |                |                |                |                |                |                |                |
| Tupy            |                |                |                |                |                |                |                |                |                |                |                |                |                |                |                |                |                |                |                |                |                |                |                |                |                |                |                |                |                |                |
| Arrastão        |                |                |                |                |                |                |                |                |                |                |                |                |                |                |                |                |                |                |                |                |                |                |                |                |                |                |                |                |                |                |
| Villa Rica      |                |                |                |                |                |                |                |                |                |                |                |                |                |                |                |                |                |                |                |                |                |                |                |                |                |                |                |                |                |                |
| Rocinha         |                |                |                |                |                |                |                |                |                |                |                |                |                |                |                |                |                |                |                |                |                |                |                |                |                |                |                |                |                |                |
| Leão            |                |                |                |                |                |                |                |                |                |                |                |                |                |                |                |                |                |                |                |                |                |                |                |                |                |                |                |                |                |                |

| Escola de Samba           | Anos 2000–2025 | Anos 2000–2025 | Anos 2000–2025 | Anos 2000–2025 | Anos 2000–2025 | Anos 2000–2025 | Anos 2000–2025 | Anos 2000–2025 | Anos 2000–2025 | Anos 2000–2025 | Anos 2000–2025 | Anos 2000–2025 | Anos 2000–2025 | Anos 2000–2025 | Anos 2000–2025 | Anos 2000–2025 | Anos 2000–2025 | Anos 2000–2025 | Anos 2000–2025 | Anos 2000–2025 | Anos 2000–2025 | Anos 2000–2025 | Anos 2000–2025 | Anos 2000–2025 | Anos 2000–2025 | Anos 2000–2025 |
| ------------------------- | -------------- | -------------- | -------------- | -------------- | -------------- | -------------- | -------------- | -------------- | -------------- | -------------- | -------------- | -------------- | -------------- | -------------- | -------------- | -------------- | -------------- | -------------- | -------------- | -------------- | -------------- | -------------- | -------------- | -------------- | -------------- | -------------- |
| Escola de Samba           | 00             | 01             | 02             | 03             | 04             | 05             | 06             | 07             | 08             | 09             | 10             | 11             | 12             | 13             | 14             | 15             | 16             | 17             | 18             | 19             | 20             | 21             | 22             | 23             | 24             | 25             |
| Portela                   |                |                |                |                |                |                |                |                |                |                |                |                |                |                |                |                |                |                |                |                |                |                |                |                |                |                |
| Mangueira                 |                |                |                |                |                |                |                |                |                |                |                |                |                |                |                |                |                |                |                |                |                |                |                |                |                |                |
| Beija-Flor                |                |                |                |                |                |                |                |                |                |                |                |                |                |                |                |                |                |                |                |                |                |                |                |                |                |                |
| Salgueiro                 |                |                |                |                |                |                |                |                |                |                |                |                |                |                |                |                |                |                |                |                |                |                |                |                |                |                |
| Mocidade Independente     |                |                |                |                |                |                |                |                |                |                |                |                |                |                |                |                |                |                |                |                |                |                |                |                |                |                |
| Unidos da Tijuca          |                |                |                |                |                |                |                |                |                |                |                |                |                |                |                |                |                |                |                |                |                |                |                |                |                |                |
| Grande Rio                |                |                |                |                |                |                |                |                |                |                |                |                |                |                |                |                |                |                |                |                |                |                |                |                |                |                |
| Imperatriz Leopoldinense  |                |                |                |                |                |                |                |                |                |                |                |                |                |                |                |                |                |                |                |                |                |                |                |                |                |                |
| Vila Isabel               |                |                |                |                |                |                |                |                |                |                |                |                |                |                |                |                |                |                |                |                |                |                |                |                |                |                |
| Viradouro                 |                |                |                |                |                |                |                |                |                |                |                |                |                |                |                |                |                |                |                |                |                |                |                |                |                |                |
| Porto da Pedra            |                |                |                |                |                |                |                |                |                |                |                |                |                |                |                |                |                |                |                |                |                |                |                |                |                |                |
| São Clemente              |                |                |                |                |                |                |                |                |                |                |                |                |                |                |                |                |                |                |                |                |                |                |                |                |                |                |
| União da Ilha             |                |                |                |                |                |                |                |                |                |                |                |                |                |                |                |                |                |                |                |                |                |                |                |                |                |                |
| Paraíso do Tuiuti         |                |                |                |                |                |                |                |                |                |                |                |                |                |                |                |                |                |                |                |                |                |                |                |                |                |                |
| Império Serrano           |                |                |                |                |                |                |                |                |                |                |                |                |                |                |                |                |                |                |                |                |                |                |                |                |                |                |
| Caprichosos de Pilares    |                |                |                |                |                |                |                |                |                |                |                |                |                |                |                |                |                |                |                |                |                |                |                |                |                |                |
| Tradição                  |                |                |                |                |                |                |                |                |                |                |                |                |                |                |                |                |                |                |                |                |                |                |                |                |                |                |
| Estácio de Sá             |                |                |                |                |                |                |                |                |                |                |                |                |                |                |                |                |                |                |                |                |                |                |                |                |                |                |
| Santa Cruz                |                |                |                |                |                |                |                |                |                |                |                |                |                |                |                |                |                |                |                |                |                |                |                |                |                |                |
| Rocinha                   |                |                |                |                |                |                |                |                |                |                |                |                |                |                |                |                |                |                |                |                |                |                |                |                |                |                |
| Renascer de Jacarepaguá   |                |                |                |                |                |                |                |                |                |                |                |                |                |                |                |                |                |                |                |                |                |                |                |                |                |                |
| Inocentes de Belford Roxo |                |                |                |                |                |                |                |                |                |                |                |                |                |                |                |                |                |                |                |                |                |                |                |                |                |                |
| Império da Tijuca         |                |                |                |                |                |                |                |                |                |                |                |                |                |                |                |                |                |                |                |                |                |                |                |                |                |                |
| Unidos de Padre Miguel    |                |                |                |                |                |                |                |                |                |                |                |                |                |                |                |                |                |                |                |                |                |                |                |                |                |                |

Notas
| = Desfilou no Grupo Especial. = Campeã do Grupo Especial. = Foi rebaixada do Grupo Especial. | = Não desfilou pelo Grupo Especial. = Hors concours. = Não houve desfile neste ano. |